# Xanthisthisa copta
Xanthisthisa copta là một loài bướm đêm trong họ Geometridae.